# Pointe-Noire
Pointe-Noire este un oraș situat în partea de vest a Republicii Congo, port la Oceanul Atlantic. Constituie o unitate administrativă de sine stătătoare în cadrul statului congolez.